# Moriamur pro rege nostro Maria Theresia
Moriamur pro rege nostro Maria Theresia (alla lettera «moriamo per il nostro re Maria Teresa») è una espressione latina che sarebbe stata usata dai nobili ungheresi alla dieta di Presburgo (l'attuale Bratislava), a quei tempi capitale dell'Alta Ungheria (ora Slovacchia), nell'atto di giurare fedeltà a Maria Teresa d'Austria.

## Storia
Attraverso la Prammatica Sanzione del 1713 l'imperatore Carlo VI abolì la legge salica nei suoi Stati ereditari per permettere che alla sua morte gli succedesse la figlia Maria Teresa. Altrettanto non poteva accadere per la carica di Sacro Romano Imperatore – la quale almeno formalmente era elettiva, essendo il sovrano scelto da sette principi elettori – la quale fu ottenuta dal duca Carlo Alberto di Baviera, eletto nel 1742 con il nome di Carlo VII. Quest'ultimo, avendo sposato Maria Amalia d'Asburgo, rivendicava anche alcuni degli Stati asburgici ereditari, quali il Regno di Boemia (il cui titolo comportava anche la funzione di elettore) e il Regno di Ungheria. 
Scoppiata la guerra di successione austriaca, l'11 settembre 1741 Maria Teresa si presentò alla dieta di Presburgo, secondo la tradizione con il figlioletto Giuseppe in braccio, guadagnando alla sua causa l'appoggio dei magnati ungheresi che, sguainate le sciabole, guidati da Bathanany e da Ferenc III Nádasdy avrebbero esclamato moriamur pro rege nostro Maria Theresia, o secondo un'altra versione: vitam nostram et sanguine consecramus.
In realtà i nobili ungheresi riuscirono a strappare alla sovrana tutta una serie di privilegi per l'Ungheria e soprattutto per la loro casta. Molto discusso è poi tra gli storici austriaci e quelli ungheresi l'effettivo apporto dell'elemento magiaro alla causa di Maria Teresa, molto ridotto secondo gli storici di lingua tedesca, molto importante secondo quelli di lingua ungherese.